# 戈亚斯州特雷西纳
戈亚斯州特雷西纳（葡萄牙語：Teresina de Goiás）是巴西戈亚斯州的一个市镇。总面积774.635平方公里，总人口3481人，人口密度4.5人/平方公里。